# ジャパンエクセレント投資法人
ジャパンエクセレント投資法人は、東京都港区に本部を置く投資法人。東証上場（J-REIT）。

## 概要
日鉄興和不動産及び第一生命保険がコアスポンサーで、ポートフォリオは大都市圏のオフィスビルを中心としている。2006年（平成18年）に東証に上場した。
資産運用会社「ジャパンエクセレントアセットマネジメント株式会社」の株主は、日鉄興和不動産54%、第一生命保険26%、第一ビルディング5%、相互住宅5%、みずほ銀行5%、みずほ信託銀行5%である。
当初は積水ハウスもコアスポンサーで資産運用会社の株式15%を保有していたが、2014年（平成26年）5月12日にスポンサーを離脱、運用会社株式を新日鉄興和不動産（現 日鉄興和不動産）に9%（保有比率45%→54%）、第一生命保険に6%（同20%→26%）譲渡した。なお、積水ハウスは同年、オフィスビルを主な投資対象とする積水ハウス・リート投資法人を設立している。

## 沿革
- 2006年（平成18年）2月20日 - 本投資法人の設立。
- 2006年（平成18年）3月15日 - 投信法第187条に基づく登録完了（登録番号：関東財務局長 第52号）。
- 2006年（平成18年）6月27日 - 東京証券取引所に上場。コアスポンサーは日鉄興和不動産、第一生命保険、積水ハウスの3社。
- 2014年（平成26年）5月12日 - 積水ハウスがスポンサー離脱、コアスポンサーは日鉄興和不動産と第一生命保険の2社体制に。

## ポートフォリオ
2022年6月30日現在で、保有物件数35物件、取得価格合計281,908百万円で、用途はすべてオフィスである。
主な保有物件
- 大森ベルポートD館
- 赤坂インターシティ
- 赤坂インターシティAIR
- 浜離宮インターシティ
- 日石横浜ビル
- NHK名古屋放送センタービル
- グランフロント大阪（うめきた広場・南館・北館）
- JEI京橋ビル（旧MID京橋ビル）[5] - 2011年9月1日に取得[6]、2012年3月1日に物件名称変更[7]、2023年6月30日・2024年1月22日にJR西日本不動産開発へ売却[8][9][10]。